# Victor Arménise
Victor Arménise est un directeur de la photographie d'origine italienne, né Vito Escamilio Umberto Armenise le 4 janvier 1892 à Bari (Province de Bari, Pouilles) et mort le 21 mai 1957 à Paris.

## Biographie
Comme chef opérateur, Vittorio Armenise débute au cinéma dans son pays natal en 1919. Jusqu'en 1927, il collabore principalement à des films italiens muets, réalisés notamment par Carmine Gallone, Augusto Genina et Amleto Palermi (ex. : Les Derniers Jours de Pompéi de Gallone et Palermi, en 1926, avec Victor Varconi). Durant cette première période, il travaille aussi sur deux premiers films français, sortis en 1922 (Esclave, court métrage de Georges Monca) et 1927 (Celle qui domine de Carmine Gallone).
À partir de 1930, sous le nom francisé de Victor Arménise, il contribue surtout à des films français, les trois derniers sortis en 1956 (dont Les Duraton d'André Berthomieu, avec Ded Rysel et Jane Sourza). Durant sa période française, il assiste aussi les réalisateurs Léonce Perret (ex. : Après l'amour en 1931, avec Gaby Morlay et Victor Francen), Maurice Tourneur (ex. : Samson en 1936, avec Harry Baur et Gaby Morlay), Pierre Colombier (ex. : Les Rois du sport en 1937, avec Fernandel et Raimu), Jean Boyer (ex. : Circonstances atténuantes en 1939, avec Michel Simon et Arletty), ou encore Robert Vernay (ex. : Le Comte de Monte-Cristo en 1943, avec Pierre Richard-Willm dans le rôle-titre), entre autres.
Sa filmographie (plus de quatre-vingts films) comprend deux films allemands en 1928 et 1929, ainsi que trois films britanniques en 1936 et 1937 (dont Les Deux Aventuriers de Raoul Walsh).
Il meurt le 21 mai 1957 en son domicile dans le 16e arrondissement de Paris, et, a été inhumé au Cimetière de Villeneuve-sur-Yonne.

## Filmographie partielle

### Films italiens
- 1920 : Un cuoro nel mondo d'Amleto Palermi
- 1921 : La storia di una cigaretta de Mario Volpe
- 1923 : La casa degli scapoli d'Amleto Palermi
- 1924 : Saitra la ribelle d'Amleto Palermi
- 1924 : Messaline d'Enrico Guazzoni
- 1925 : La freccia nel cuore d'Amleto Palermi
- 1926 : Les Derniers Jours de Pompéi (Gli ultimi giorni di Pompeii) de Carmine Gallone et Amleto Palermi
- 1926 : La Femme en homme (L'ultimo lord) d'Augusto Genina
- 1928 : Totte et sa chance (La storia di una piccola parigiana) d'Augusto Genina
- 1928 : Scampolo d'Augusto Genina

### Films français
(coproductions le cas échéant)
- 1922 : Esclave de Georges Monca (court métrage)
- 1927 : Celle qui domine de Carmine Gallone
- 1928 : Dolly de Pierre Colombier
- 1930 : Quand nous étions deux de Léonce Perret
- 1930 : Accusée, levez-vous ! de Maurice Tourneur
- 1930 : Chacun sa chance de René Pujol et Hans Steinhoff (+ version alternative en allemand, titrée Kopfüber ins Glück, réalisée par Hans Steinhoff et sortie en 1931)
- 1930 : L'Enfant de l'amour de Marcel L'Herbier
- 1931 : Après l'amour de Léonce Perret
- 1931 : Maison de danses de Maurice Tourneur
- 1931 : Faubourg Montmartre de Raymond Bernard
- 1932 : La Fleur d'oranger d'Henry Roussel
- 1932 : Sa meilleure cliente de Pierre Colombier
- 1933 : Il était une fois de Léonce Perret
- 1933 : Étienne de Jean Tarride
- 1933 : Théodore et Cie de Pierre Colombier
- 1934 : Sapho de Léonce Perret
- 1935 : Variétés de Nicolas Farkas (+ version alternative en allemand, titrée Varieté, même réalisateur)
- 1935 : Antonia, romance hongroise de Jean Boyer et Max Neufeld
- 1935 : Kœnigsmark de Maurice Tourneur (+ version alternative en anglais, mêmes titre et réalisateur)
- 1936 : Samson de Maurice Tourneur
- 1936 : La Brigade en jupons de Jean de Limur
- 1937 : Les Rois du sport de Pierre Colombier
- 1937 : Le Club des aristocrates de Pierre Colombier
- 1938 : La Chaleur du sein de Jean Boyer
- 1938 : Balthazar de Pierre Colombier
- 1938 : Mon curé chez les riches de Jean Boyer
- 1938 : Monsieur Coccinelle de Dominique Bernard-Deschamps
- 1939 : Circonstances atténuantes de Jean Boyer
- 1939 : Ils étaient neuf célibataires de Sacha Guitry
- 1939 : Derrière la façade de Georges Lacombe et Yves Mirande
- 1940 : Elles étaient douze femmes de Georges Lacombe
- 1940 : L'Homme qui cherche la vérité d'Alexandre Esway
- 1940 : Narcisse d'Ayres d'Aguiar
- 1941 : L'Acrobate de Jean Boyer
- 1941 : L'Embuscade de Fernand Rivers
- 1941 : Chèque au porteur de Jean Boyer
- 1942 : Romance à trois de Roger Richebé
- 1942 : Monsieur La Souris de Georges Lacombe
- 1942 : Le Prince charmant de Jean Boyer
- 1942 : L'Amant de Bornéo de Jean-Pierre Feydeau et René Le Hénaff
- 1942 : Boléro de Jean Boyer
- 1943 : Le Comte de Monte-Cristo de Robert Vernay
- 1943 : À la belle frégate d'Albert Valentin
- 1943 : Arlette et l'Amour de Robert Vernay
- 1945 : Le Père Goriot de Robert Vernay
- 1945 : Le Mystère Saint-Val de René Le Hénaff
- 1946 : Les J3 de Roger Richebé
- 1946 : Le Capitan de Robert Vernay
- 1947 : Les Trois Cousines de Jacques Daniel-Norman
- 1947 : La Grande Maguet de Roger Richebé
- 1948 : Le Diamant de cent sous de Jacques Daniel-Norman
- 1949 : Au royaume des cieux de Julien Duvivier
- 1949 : Le Bout de la route d'Émile Couzinet
- 1950 : Plus de vacances pour le Bon Dieu de Robert Vernay
- 1950 : Tête blonde de Maurice Cam
- 1951 : Coq en pâte de Charles-Félix Tavano
- 1952 : Drôle de noce de Léo Joannon
- 1952 : Mon curé chez les riches d'Henri Diamant-Berger
- 1953 : Le Chasseur de chez Maxim's d'Henri Diamant-Berger
- 1953 : Quitte ou double de Robert Vernay
- 1956 : Les Duraton d'André Berthomieu
- 1956 : Bébés à gogo de Paul Mesnier
- 1956 : Baratin de Jean Stelli

### Autres films
- 1928 : L'Enfer d'amour (Liebeshölle) de Wiktor Bieganski et Carmine Gallone (film allemand)
- 1929 : S.O.S. (S.O.S. Schiff in Not) de Carmine Gallone (film allemand)
- 1936 : Crime sur Londres (Crime Over London) d'Alfred Zeisler (film britannique)
- 1936 : Le Danger d'aimer (en) (Accused) de Thornton Freeland (film britannique)
- 1937 : Les Deux Aventuriers (Jump for Glory) de Raoul Walsh (film britannique)